# Petrova věta

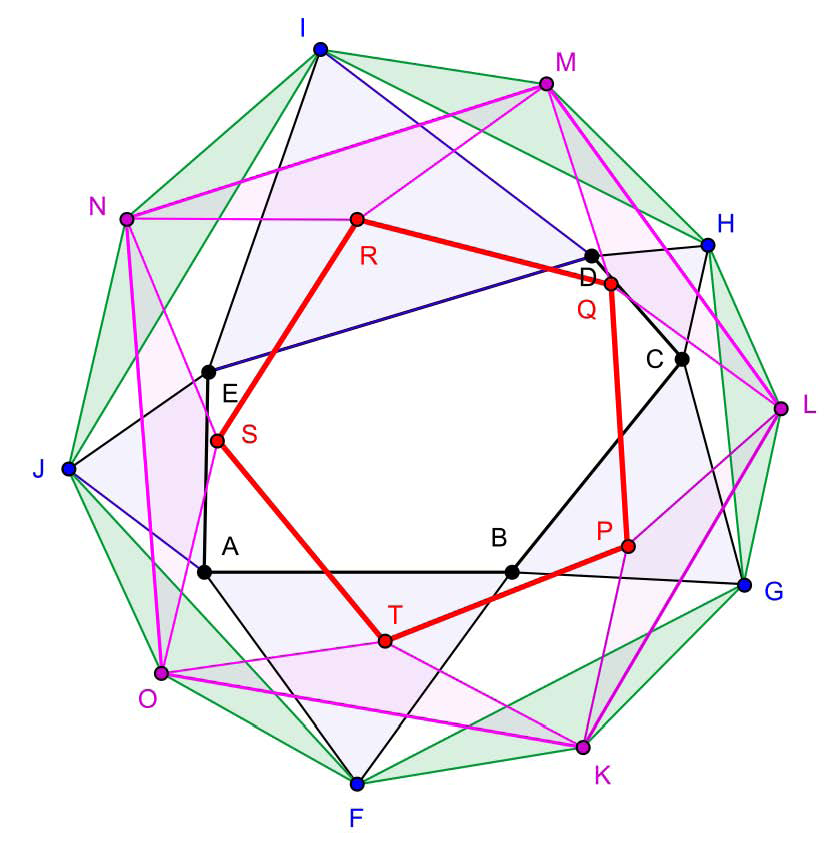
Příklad pro pětiúhelník. Nad stranami jsou postupně konstruovány trojúhelníky s úhly 72, 144 a 216. Úhlu 216 odpovídají růžové trojúhelníky, které směřují dovnitř s úhlem u hlavního vrcholu 360-216=144. Pořadí konstukce trojúhelníků lze libovolně zaměnit a výsledný pětiúhelník je stejný.

Petrova věta (též Petrova-Douglasova-Neumannova věta) je tvrzení zabývající se vlastnostmi obecných mnohoúhelníků. Poskytuje popis procedury, která při aplikaci na libovolný mnohoúhelník dává za výsledek pravidelný mnohoúhelník se stejným těžištěm. Věta je zobecněním Napoleonovy věty a van Aubelovy věty.

## Historie
Poprvé se věta objevila v Časopisu pro pěstování matematiky a fysiky z roku 1905 v česky psaném příspěvku matematika Karla Petra. Roku 1908 vydal Karel Petr svůj důkaz i v němčině. Oba jeho články však unikly pozornosti širší matematické komunity. Roku 1940 větu znovuobjevil Jesse Douglas a roku 1941 stejné udělal i Bernhard Neumann. Jejich jména proto nesou alternativní a cizojazyčné názvy této věty.

## Tvrzení
Nechť {\displaystyle a_{1},a_{2},\dots ,a_{n-1}} jsou úhly o velikostech {\displaystyle {\frac {2\pi }{n}},2{\frac {2\pi }{n}},\dots ,(n-1){\frac {2\pi }{n}}} v libovolném pořadí. Nechť {\displaystyle A,B,\dots ,N} jsou vrcholy libovolného n-úhelníka. Nad každou stranou tohoto mnohoúhelníku zkonstruujeme rovnoramenný trojúhelník, jehož podstava splývá se stranou mnohoúhelníka a jeho úhel proti podstavě je {\displaystyle a_{1}}. Vrchol trojúhelníka nad stranou {\displaystyle AB} nazvěme {\displaystyle A_{1}}. Analogické značení aplikujme i na další strany. Získáme tak množinu bodů {\displaystyle A_{1},B_{1},\dots ,N_{1}}. Zkonstuujme polygon s vrcholy {\displaystyle A_{1},B_{1},\dots ,N_{1}}. Proceduru zopakujme a zkonstuujme trojúhelníky jako předtím, nyní ale s úhlem u vrcholu {\displaystyle a_{2}}, čímž dostaneme body {\displaystyle A_{2},B_{2},\dots ,N_{2}}. Stejný postup je použit i nadále se zbývajícími úhly {\displaystyle a_{3},\dots ,a_{n-1}}. Jako výsledek dostáváme množinu bodů {\displaystyle A_{n-1},B_{n-1},\dots ,N_{n-1}}.
Věta říká, že všechny zkonstruované body {\displaystyle A_{n-1},B_{n-1},\dots ,N_{n-1}} splývají (jsou identické). Zároveň platí, že body {\displaystyle A_{n-2},B_{n-2},\dots ,N_{n-2}} tvoří pravidelný mnohoúhelník (až na jejich pořadí). Obě tvrzení jsou platná bez ohledu na původní mnohoúhelník nebo pořadí úhlů, které je v konstrukci použito.
Navíc nezáleží na tom, na kterou stranu jskou konstruovány trojúhelníky. Pro obecný n-úhelník je nutno dbát na vnitřek a vnějšek. Je nutno úhly pod 180{\displaystyle ^{\circ }} konstruovat na jednu stranu a úhly nad 180{\displaystyle ^{\circ }} na druhou.

## Neformální důkaz
Důkaz je možno podat v několika různých formátech, buď pomocí přeformulace problému do komplexních čísel, jak tomu je u původního článku z roku 1905 nebo pomocí analytické geometrie.
Geometrický důkaz je založen na rozkladu obecného mnohoúhelníka na vlastní mnohoúhelníky. Na zadaný libovolný n-úhelník tak nahlížíme jako na součet pravidelných mnohoúhelníků, které se liší pořadím vrcholů. Součtem mnohoúhelníků je zde myšlen součet souřadnic navzájen příslušných bodů.
Každá konstrukce dalšího n-úhelníku z vrcholů trojúhelníků způsobí, že právě jeden mnohoúhelník v rozkladu zdegeneruje do bodu. Každý úhel v konstrukci přísluší "vynulování" jednoho z členů v rozkladu. Pokud aplikujeme n-2 různých konstrukcí, v rozkladu zbyde právě jeden mnohoúhelník, což je právě výsledný mnohoýhelník {\displaystyle A_{n-2},B_{n-2},\dots ,N_{n-2}}. Zároveň z tohoto náhledu automaticky vyplývá, že nezáleží na pořadí aplikace konstrukcí trojúhelníků (protože každá konstrukce pouze vynuluje jeden člen v řadě). Pokud aplikujeme všechny konstrukce a dostaneme body {\displaystyle A_{n-1},B_{n-1},\dots ,N_{n-1}} všechny členy v rozkladu již zdegenerovaly do jednoho bodu a to samé tedy muselo stát i s body {\displaystyle A_{n-1},B_{n-1},\dots ,N_{n-1}}.

## Speciální případy

### Napoleonova věta

Obrázek ukazuje, že konstrukce bodů v Napoleonově a Petrově větě je stejná. Obě věty pak říkají, že 3 vzniklé body tvoří rovnostanný trojúhelník.

Jedná se o případ pro n=3, kdy počáteční mnohoúhelník je libovolný trojúhelník. Pokud nad stranami počátečního trojúhelníku sestrojíme rovnoramenné trojúhelníky, které mají úhel u vrcholu 120{\displaystyle ^{\circ }}. Jejich vrcholy tvoří rovnostranný trojúhelník. Viz obrázek.

### van Aubelova věta

Konstrukce ve van Aubelově větě je stejná jako v Petrově větě. Obě věty dávají různá, nicméně ekvivalentní tvrzení.

Jedná se o aplikaci Petrovy věty na čtyřúhelník (n=4). van Aubelova věta říká, že pokud nad stranami obecného čtyřúhelníka zkonstruujeme čtverce, pak spojnice mezi středy těchto čtverců jsou navzájem kolmé.
Tato konstukce je ekvivalentní konstrukci pravoúhlých trojúhelníků nad stranami čtyřúhelníka (v souladu s Petrovou větou). Středy těchto čtverců tvoří právě takový mnohoúhelník, že body uprostřed jeho stran tvoří vrcholy čtverce.

## Důsledky věty
Dle konstrukce v důkazu zřejmě platí, že geometrické středy všech n-úhelníků, které jsou v procesu sestrojeny ({\displaystyle A_{1},B_{1},\dots ,N_{1}} až {\displaystyle A_{n-1},B_{n-1},\dots ,N_{n-1}}) jsou identické.
Zároveň výsledné pořadí bodů {\displaystyle A_{n-2},B_{n-2},\dots ,N_{n-2}} se může měnit v závislosti na tom, který úhel zvolíme za {\displaystyle a_{n-1}} a také na tom, na kterou stranu konstruujeme trojúhelníky. Na ničem jiném ale pořadí těchto bodů nezáleží (jejich pořadí může být jiné, než pořadí v původním n-úhelníku).